# Полежанско странично било
Полежанското странично било е едно от четирите странични била в северния дял на Пирин.
Полежанското странично било носи името си от връх Полежан, висок 2851 м - най-високият гранитен връх в Пирин и на четвърто място като цяло. От Дженгалската порта билото минава първо през Джангал (2730 м), Малък Полежан (2822 м), а когато стига Полежан, от него на изток се откланя Безбожкото било, което също се разкланя от връх Безбог (2645 м). Между тези две била е оформен дълбокият Полежански циркус с Дисилишкото езеро. На изток от Безбог е Безбожкият циркус с Безбожките езера.
Преди Полежан на запад се откланя Газейското било, на което е разположен връх Газей (2761 м). Между него и основното било е Газейският циркус с няколко езера, най-горното от които е второ по височина в Пирин. От Газей това било рязко се спуска надолу към река Демяница. Що се отнася до основното било, то продължава право на север като първо минава през скалистия и труднопроходим ръб Ушиците (висок около 2800 м), после се спуска и отново се издига до връх Каймакчал (2753 м). На север от Каймакчал билото вече се нарича Конаревско, на което е разположен и връх Конарево (2533 м) - последният личен връх на Полежанския дял. От Каймакчал се откланят още две къси била. Това на изток от основното завършва с личния връх Десилица (2700 м). Билото на запад отделя Юленския циркус от долината на река Демяница.
Като цяло в по това странично било на Пирин се намират 5 от 20-те най-високи върха на планината, както и трите най-високи езера: Горното Полежанско (2710 м), Горното Газейско (2642 м) и Плешивото под връх Дисилица – 2592 м. От него водят началото си Дисилишката и Безбожката река (притоци на Места), а част от водите му се изливат в река Ретиже.